# EDINE
EDINE is een toepassing van electronic data interchange (EDI). EDINE is de afkorting voor: Electronic Data Interchange in de Nederlandse Energiemarkt. EDINE wordt gebruikt in de energiemarkt om gecodeerde gegevens te versturen over energie-verbruiken, energieproductie, energiehandel, klantmutaties en klimaatinformatie. De informatie wordt verstuurd tussen alle partijen die actief zijn in de Nederlandse elektriciteitsmarkt.
EDINE definieert een aantal elektronische berichtenstandaarden op basis van de EDIFACT-standaard. De specificaties hiervan zijn vastgelegd in modellen, translatiegegevens en z.g. Message Implementation Guides (MIG's). Deze worden beheerd door de EDINE Beheer Organisatie (EBO). Er wordt hard gewerkt om de berichten weer te geven in UML-modellen. Door de berichten in UML te modelleren is het ook eenvoudiger om de berichten te vertalen naar XML.